# Hoco nocturn
L'hoco nocturn (Nothocrax urumutum) és una espècie d'ocell de la família dels cràcids (Cracidae) que habita la selva humida sovint estacionalment negada, del sud-est de Colòmbia i sud de Veneçuela, est de l'Equador, nord-est del Perú i oest de l'Amazònia del Brasil. És l'única espècie del gènere Nothocrax.